# Le philtre
Le Philtre (título original en francés; en español, El filtro) es una ópera en dos actos, con música de Daniel-François-Esprit Auber y libreto de Eugène Scribe. Se basa en Il filtro, de Silvio Malaperta, relato publicado en una adaptación francesa en la Revue de Paris realizada por Stendhal en el año 1830. Se estrenó en Théâtre de l'Académie Royale de Musique el 15 de junio de 1831.

## Historia
La ópera se ambienta en Mauléon, en el siglo XVIII. Desde el punto de vista técnico, Le Philtre es una comedia, parecida a otras óperas cómicas del autor, pero su tono no es tan ligero como Fra Diavolo. 
Le Philtre se estrenó en Théâtre de l'Académie Royale de Musique (Opéra, Salle de la rue Le Peletier) el 15 de junio de 1831, con escenografía de Pierre-Luc-Charles Cicéri. Tuvo un gran éxito, hasta el punto de que permaneció en el repertorio de la Ópera hasta 1862. Se tradujo a otros idiomas y se produjo en otras capitales europeas, como Berlín, Bruselas, Londres o Milán, llegando incluso a Nueva York. Pronto hizo Gaetano Donizetti rápidamente hizo la versión en italiano, El elixir de amor (1832). Después de que esta segunda ópera se hiciera muy popular, la música de ambas óperas se mezcló en un pastiche que se cantó en alemán en San Petersburgo en 1836.

## Personajes
| Personaje                                                      | Tesitura     | Reparto del estreno, 15 de junio de 1831 |
| -------------------------------------------------------------- | ------------ | ---------------------------------------- |
| Thérèsine, bella pero fría dueña de la mansión                 | soprano      | Laure Cinti-Damoreau / Julie Dorus-Gras  |
| Guillaume, joven granjero, enamorado de Thérèsine              | tenor        | Adolphe Nourrit                          |
| Sargento Jolicœur, vanidoso pretendiente de Thérèsine          | barítono     | Henri-Bernard Dabadie                    |
| Doctor Fontanarose, charlatán, vendedor ambulante de medicinas | bajo         | Nicolas-Prosper Levasseur                |
| Jeannette, una campesina                                       | mezzosoprano | Constance Jaruwek                        |